# Vitromusée Romont

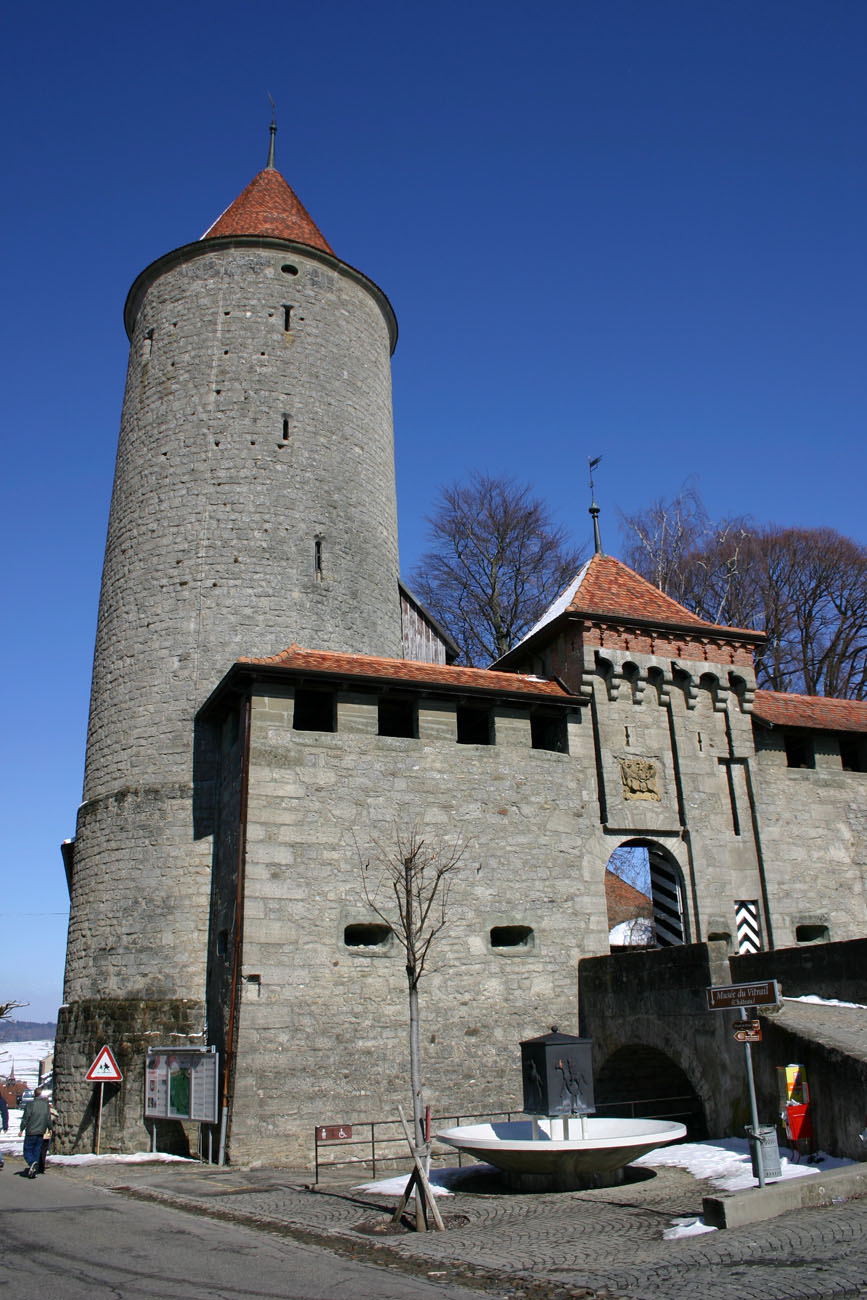
Schloss Romont, Sitz des Museums

Vitromusée Romont ist ein Museum für Glasmalerei und Glaskunst in der Gemeinde Romont im  Kanton Freiburg in der Schweiz.
Dieses Museum präsentiert in seinen Ausstellungsräumen Werke der Glasmalerei vom Mittelalter bis zur Gegenwart. Ein Flügel ist der Hinterglasmalerei gewidmet. In wechselnden Ausstellungen werden historische Werke und Arbeiten zeitgenössischer Künstler gezeigt. Das benachbarte Vitrocentre Romont, Schweizerisches Zentrum für Forschung zur Glasmalerei und Glaskunst, ist der wissenschaftliche Partner des Museums.